# Immodesty Blaize

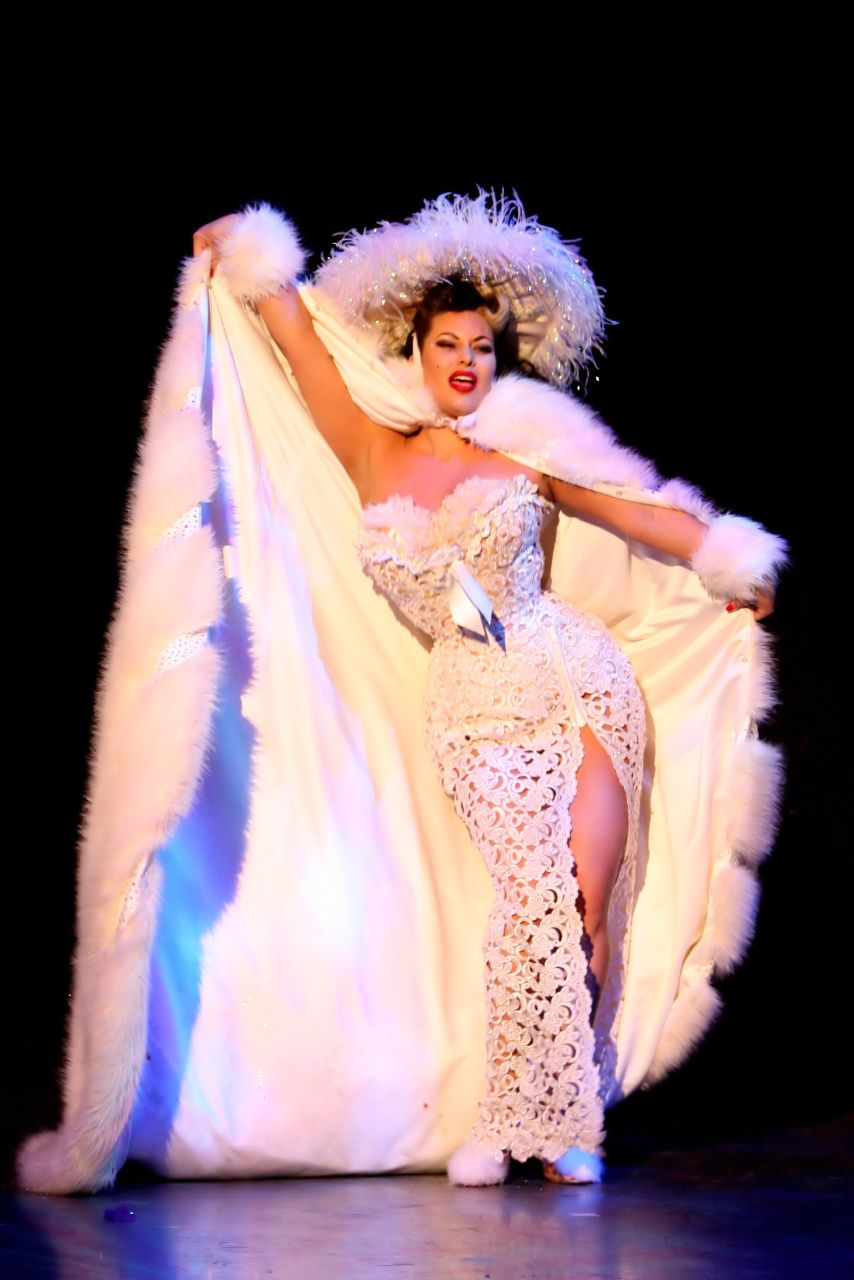
Auftritt bei der Miss Exotic World Pageant

Immodesty Blaize (* 1978 in Hitchin, Vereinigtes Königreich als Kelly Fletcher) ist eine international auftretende britische Burlesque-Tänzerin. Im Juni 2007 wurde sie in Las Vegas zur Miss Exotic World 2007 gewählt.

## Leben
Obwohl ursprünglich in Fernseh-Produktionen tätig, sie gewann beispielsweise einen Preis für die Regie eines Werbefilms für die Nobelpreis-Verleihung, begann sie Mitte der 1990er mit Burlesque-Auftritten. Sie sagt über diese Zeit: „Ich arbeitete wirklich in einem Vakuum. Nur wenige Menschen wussten was es war und es war harte Arbeit sie zu überzeugen, dass ich nicht eine gewöhnliche Stripperin war“. Blaize trat in den frühen Jahren ihrer Karriere in kleinen Untergrund-Clubs auf. Sie gilt als eine der Initiatorinnen der Wiederbelebung der Burlesque-Szene
2003 beendete sie ihre Tätigkeit als Produzentin und Regisseurin in der Werbebranche und konzentrierte sich ausschließlich auf die Auftritte als Burlesque-Künstlerin und rückte das Genre mit einigen sehr beachteten Auftritten aus der Subkultur in die Aufmerksamkeit des allgemeinen Publikums.
Sie wird oft als die „unangefochtene Königin des britischen Burlesque“ oder als „Britanniens bestes Showgirl“ bezeichnet. Blaize brachte die Burlesque nach 30 Jahren wieder an das historische Windmill Theatre zurück und übernahm die Hauptrolle in der West-End-Show Burlesque, sie ist in Großbritannien aus Fernsehinterviews, beispielsweise in der BBC Women’s Hour oder Dokumentationen bekannt.

## Auftritte und Interviews
Neben Auftritten auf Veranstaltungen wie beispielsweise für Christian Dior, Cartier, den Ascot Racecourse und andere trat sie vielfach im britischen Fernsehen und auf Bühnen auf:
- Faking It (Fernsehserie)
- The New Paul O’Grady Show
- Balderdash and Piffle, BBC
- Britain’s next Top Model, Living TV
- I'd Do Anything von Graham Norton and Andrew Lloyd Webber, BBC
- My Body Hell, BBC
- Casualty (als Choreographin), BBC
- The Immodest Tease Show